# 星球大战武器列表
星球大战宇宙中的武器列表。

## 类型

### 舰载武器
星球大战宇宙中的舰载武器常在太空战斗中出现，而一些商船和其他非战斗飞船也能武装以对抗海盗。舰载战斗武器如：镭射加农炮、增压镭射炮及导弹用于攻击或防御，大致类似于现实等同物。
小型飞船诸如反抗軍同盟的X翼战机和Y翼战机，常携带的质子鱼雷能引发强大破坏力的爆炸，例如攻击死星的主反应堆。

### 重型武器
星球大战宇宙使科幻武器类别对应现实世界中的军备,包括迫击炮、手榴弹、地雷、导弹发射器、散彈槍、狙击步枪和远距离爆炸物。
在絕地反攻中乔装的莉亞公主为帮助被碳凝的韓·蘇羅逃离赫特人贾巴的宫殿，而使用热能榴弹威胁贾巴如果不满足要求就触发扳机。 这些武器也出现在各种星球大戰系列游戏之中, 作用类似于手雷。（如乐高星球大战II 和星球大战前线II）。 另一个特征武器是E-WEB重炮台，在霍斯战役中出现的一个三脚架装载着的大型爆能枪，颇似大型机枪。其他加农炮类型的爆能武器在游戏星球大战前线之中。

### 单兵射击武器
光线枪是标准的经典科幻武器，在星球大战中同样也是最普遍的武器名为“爆能枪”。爆能枪的种类有很多：爆能手枪、爆能卡宾枪、爆能加农炮、爆能突击步枪、爆能机关枪。 例如莉亞公主的飞船被達斯·維達用原力登上她使用的是爆能猎枪， 而韓·蘇羅更喜欢他的重度改造的爆能手枪（爆能科技 DL-44）。 最普遍和知名的爆能枪之一E-11爆能步枪是帝國風暴兵的标准武器。一些星球大战电影的虚构武器改装自现实世界的空弹夹道具枪：韓·蘇羅的手枪是一部定制的毛瑟C96，而風暴兵带着史特林衝鋒槍或二战时期德国的MG34通用機槍，在Episode IV中闯入监禁中心时最容易发现 。
弩枪是一种弩型武器由丘巴卡持有。弩枪由武技族开发并且是他们最喜爱的武器；其他种族通常没有这么强壮的身体来扳动击锤。据说他们点燃的爆炸电磁金属箭矢叫作“quarrel”。

### 近战格斗武器
星球大战宇宙也广泛的使用格斗武器如：杖、劍、棍和鞭。其中最著名的光剑。这些武器造就了激烈的对战镜头如光剑战斗。

#### 加德菲
加德菲（Gaderiffi）是种末端沉重的坚固带刃金属棍，类似于中世纪出现的凸缘钉锤。它是塔斯肯袭击者的主要武器，其他人称之为“加菲棒（Gaffii Stick）”。大多使用克雷特龙角或用从船舰残骸回收的金属来制造。

#### 电气化武器
《西斯的復仇》第一次出现了可以抵挡光剑斩击的非光剑武器—电杖。电杖（electrostaff）虽然是一种看起来像长棍的格斗武器，但它能引导能量场至其顶端对生命组织或无生命物体造成剧烈破坏。通常被格里弗斯将军的护卫IG-100磁卫机器人使用，他们不会被大多数武器切断, 包括光剑，因为他们由稀有的弗里克合金制造。隨後也便有多种类型的衍生武器的出現，他们涵盖了从简单的棍棒到能发射迷你火箭的复杂的武器，如利霸·歐利提歐斯與卡勒斯所使用的棒枪(bo-rifle)和風暴兵FN-2199所使用的z6防暴警棍。

#### 变形杖
变形杖是遇战疯人主要的反人员生物武器。变形杖外壳可以产生比钻石更坚固的利刃能抵挡光剑。除了默认的棍/槍形态，通过对其进行部分硬化变形杖还可以像鞭子或链枷一样使用。

#### 振动武器
振动武器（ Vibro weaponry ）是一类高致命的格斗武器，其振动发生器通常位于柄端 , 以制造超音速振动。振动武器在各种媒介的作品里被使用，例如电影里的藍道·卡利森 和舊共和國武士中的米申·韦奥(Mission Vao)。塔金认为自己是使用振动长枪的专家，武技族的Heartlance也是一种振动长枪，賈霸宫殿的加莫人护卫也配备了振动长枪。振动武器的类型繁多，归功于振动发生器的适应性，大到斧、矛、盾、刀、棍、锯、剑，小到鞭子、匕首、短刀、刺钉甚至是指虎等。

#### 光剑
使用光剑的通常是绝地和西斯，以及其他大多数的原力使用者。

### 护盾发生器
护盾（shields）是星球大战中一种重要的战斗防御技术，护盾由护盾发生器(Shield Generator)生成。護盾可以覆盖星球、载具、重武器、建築設施等任意大小的空間，還可以裝備于個人或機器人。
偏导护盾（Deflector shields）分為粒子護盾（Particle Shielding）和射線護盾（Ray Shielding）。粒子護盾可以阻挡物体但不能完全拦截粒子能量束，射線護盾则可以防禦高速能量攻擊，但不能阻挡低速物体。
还有一种力场护盾仅可以阻挡气体，装备于船舰或其他外太空设施的闸门和舷窗处，使得人和物体可以进出船舰设施而不影响内部的气压平衡，并且在能船舰设施受到破损时及时封闭空间稳定气压。

## 超级武器
| 名称                                                           | 从属                            | 建造时间             | 毁灭时间       | 备注 |
| -------------------------------------------------------------- | ------------------------------- | -------------------- | -------------- | --- |
| 约甘德之核（Yo'gand's Core Tactic）                            | 遇战疯帝国                      | 15,000 BBY           |                | 以多文基座对行星的一个卫星的轨道进行减速并最终撞向行星。                                                     |
| 毁世者（World Devastator）                                     | 银河帝国                        |                      |                | 放射牵引光束撕裂行星然后收集自然资源制造军备。                                                               |
| 可视化电磁增强器（Visual Electromagnetic Intensifier）         | 银河帝国                        |                      |                | 数百卫星的网络增幅并聚焦可见光至行星，使行星灼烧陨灭。                                                       |
| 未识别武器（Unidentified superweapon）                         | 银河共和国                      |                      | 23 BBY         | 意外地清除了Equanus行星的全部生物。                                                                          |
| 不朽（Undying）                                                | 西斯帝国                        |                      |                | 未知能力的主力舰。                                                                                           |
| 双重力冲击波装置（Two-Wave Gravshock Device）                  | 银河帝国                        |                      |                | 利用重力波干扰行星重力场，引起类似地震和其他的自然灾害。                                                     |
| 三角一号(Trigon One)                                           | 弗洛姆帮派                      |                      |                | 卫星武器，全功率可毁灭一颗行星。                                                                             |
| 思维炸弹（Thought bomb）                                       | 西斯 黑暗兄弟会                 |                      |                | 通过古老的仪式释放黑暗原力波动                                                                               |
| 臂铠（Gauntlet）                                               | 西斯帝国                        |                      | 3640 BBY       | 能消灭超空间目标的光速加农炮。                                                                               |
| 塔金（Tarkin )                                                 | 银河帝国                        | 3 ABY                | 3 ABY          | 它的超级雷射炮摧毁了艾登二号行星。                                                                           |
| 抹日者（Sun Razer）                                            | 西斯帝国                        |                      | 3640 BBY       | 一个能够利用恒星能量快速生产各种超级武器的大型空间站。                                                       |
| 灭日者（Sun Crusher）                                          | 银河帝国                        |                      | 11 ABY         | 这个近乎无敌的武器装备的共振鱼雷能催使恒星转化至超新星。                                                     |
| 弑星者（Starkiller）                                           | 独立星系联盟                    |                      |                | 代号为弑星者的暗影之刃巡洋舰，装备了超空间点去稳定装置，分离主义势力利用其摧毁了Kromus行星。                 |
| 星际锻炉（Star Forge）                                         | 无限帝国 西斯帝国               | 30,000 BBY           | 3956 BBY       | 巨大的自动化船坞，利用阴暗面的原力从附近的恒星源源不断的汲取能量以进行建造和补给。                           |
| 君主级超级歼星舰（Sovereign-class Super Star Destroyer）       | 银河帝国                        |                      |                | 装载能够穿透行星护盾的超级激光炮。                                                                           |
| 天空加农炮（Sky cannon）                                       | Tahlboor                        |                      |                | 摧毁了Tahlboor的双子卫星之一。                                                                               |
| 寂静者（Silencer）                                             | 西斯帝国                        |                      |                | 快速充能"舰队杀手"超强激光炮                                                                                 |
| 冲击鼓（Shock Drum）                                           | 银河共和国 西斯帝国             |                      | 3640 BBY       | 能产生超强声波震荡以致行星碎裂。                                                                             |
| 肖肯装置（Shawken Device）                                     | 肖肯                            |                      |                | 能通过一系列超空间碰撞毁灭整个宇宙。                                                                         |
| 暗影军械库（Shadow Arsenal）                                   | 银河共和国                      |                      |                | 星际导弹，配备隐形设备与能震动大陆的弹头。                                                                   |
| 弑星者基地（Starkiller Base）                                  | 第一军团                        |                      | 34 ABY         | 攻擊了新共和參議院所在的霍斯連恩（Hosnian）星系，並一舉毀滅數顆星球和駐守的新共和艦隊。                      |
| 共振鱼雷发射装置（Resonance Torpedo Launcher）                 | 银河帝国                        |                      |                | 能催使恒星转化至超新星，以引爆整个恒星系。                                                                   |
| 行星裂解弹（Planet-cracking missile）                          |                                 |                      |                | 帝国元帅奥斯瓦尔德·泰希克提出的行星毁灭方案。                                                                |
| 行星牢笼(Planet Prison)                                        | 银河共和国 西斯帝国             |                      | 3640 BBY       | 能使行星的高层大气过载,本质上将全部大气转变为巨大的离子加农炮。                                              |
| 行星杀手（Planet Killer）                                      | 独立星系联盟                    |                      |                | 能毁灭整个行星。                                                                                             |
| Planechanga                                                    | 赫特帝国                        |                      |                | 加速小行星对行星的裂化速度的轨道炮。                                                                         |
| 轨道夜盖（Orbital nightcloak）                                 | 银河帝国                        |                      |                | 数百卫星组成的网络阻挡阳光，使行星上的生命灭亡。                                                             |
| 欧米茄霜冻（Omega Frost）                                      | 塔格家族 银河帝国               | 0 ABY                | 0 ABY          | 能在两个指挥塔之间速冻任何物体。                                                                             |
| 无效加农炮（Null Cannon）                                      | 银河共和国                      |                      |                | 爆炸使敌人技术失效。                                                                                         |
| 金属-水晶移相器 （Metal-Crystal Phase Shifter）                | 银河帝国                        |                      |                | 改变金属物质分子构造，最终使其弱化。                                                                         |
| 质量阴影发生器（Mass Shadow Generator）                        | 银河共和国                      | 3960 BBY             | 3951 BBY       | 用来毁灭行星玛拉科5号。                                                                                      |
| 毒牙（Malevolence）                                            | 独立星系联盟                    |                      | 约21 BBY       | 改自征服者级重型巡洋舰。                                                                                     |
| 库玛里战舰（Kumauri Battleship）                               | 库玛里帝国                      | 10,000 BBY           |                | 设计上仿造银河共和国的行星破坏者战舰。                                                                       |
| 离子环（Ion Ring）                                             | 银河帝国                        |                      |                | 调制离子束影响行星天气系统。                                                                                 |
| 星际离子加农炮（Interplanetary Ion Cannon）                    | 银河帝国                        |                      |                | 它的离子光束能使大气挥发逸散。                                                                               |
| 无限门（Infinity Gate）                                        | 夸人 暗夜姐妹                   |                      | 31 BBY         | 曾用于星际旅行, 但也能产生毁灭星系的无限波。                                                                 |
| 沙之婴（Infant of Shaa）                                       | 安努达特族激进分子              |                      |                | 作为一个原力的容器，一旦释放将对原力产生强烈的扰乱，足以撕开整个世界。                                       |
| 超空间干扰者（Hyperspace nullifier）                           | K'kybak                         | 雅汶战役数百万年之前 | 2 ABY          | 能控制超空间航行，在Seymarti-V行星被义军同盟摧毁以防止银河帝国获取其技术。                                   |
| 超空间撞击（Hyperspace Collisions）                            |                                 |                      |                | 一次超空间撞击能破坏或毁灭一颗行星，即使行星护盾已打开。                                                     |
| 鎚站（Hammer Station）                                         | 银河共和国 Advozse霸權          |                      |                | 它的超重力炮能使小行星以接近相对论速度撞击目标。                                                             |
| 格里暗物质装置（Gree dark matter device）                      | 观星者派                        | 25,793 BBY           | 25,793 BBY     | 暗物质和物质之间相接触产生一个可能摧毁行星甚至星系的黑洞。                                                   |
| 重力枪（Gravity Gun）                                          | 银河帝国                        |                      | 5 ABY          | 能发射重力炸弹产生引力波使目标振裂成碎片。                                                                   |
| 引力偏振光束（Gravitic polarization beam）                     | 独立星系联盟 银河帝国           |                      |                | 对物质造成原子级破坏的射线武器。                                                                             |
| 原力采集器（Force Harvester）                                  | 西斯兄弟会 独立星系联盟         | 22 BBY               | 22 BBY         | 产生的气态物质，能吸干接触到的任何生物的生命原力。                                                           |
| 银河之枪（Galaxy Gun）                                         | 银河帝国                        | 10 ABY               | 11 ABY         | 装有能通过超空间引擎发射装备粒子分解弹头的导弹，能摧毁整个星球。                                             |
| 帕尔帕庭之眼（Eye of Palpatine）                               | 银河帝国                        |                      | 12 ABY         | 小行星形的超巨型无畏舰。                                                                                     |
| 电场质子炸弹（Electro-proton bomb）                            | 银河共和国                      |                      |                | 可以释放强大的电磁脉冲瘫痪或摧毁机器。                                                                       |
| 日蚀级无畏舰（Eclipse-class dreadnought）                      | 银河帝国                        |                      | 11 ABY         | 装载的超级激光炮能贯穿行星护盾，毁灭地表。                                                                   |
| 钻探舰（Drill ship）                                           |                                 |                      |                | 起源未知的古老采矿船能贯穿并粉碎行星。                                                                       |
| 毁灭号（Devastation）                                          | 独立星系联盟                    | 21 BBY               | 21 BBY         | 改自征服者级重型巡洋舰。                                                                                     |
| 孤寂者（Desolator）                                            | 西斯帝国                        |                      | 3640 BBY       | 毁灭了Uphrades行星的舰载武器。                                                                               |
| 死星原型（Death Star prototype）                               | 银河帝国                        |                      | 11 ABY         | 它的火力虽不及死星但足以毁灭行星的卫星。                                                                     |
| 死星2号（Death Star II）                                       | 银河帝国                        |                      | 4 ABY          | 装备弑星超级激光炮，比死星1号更大更强。在恩多戰役中摧毁數艘反抗軍同盟的蒙卡拉马里星际巡洋舰。                |
| 死星1号（Death Star I）                                        | 独立星系联盟 银河帝国           |                      | 0 BBY/ABY      | 其超级激光炮毁灭了奥德兰行星。                                                                               |
| 死亡标记激光炮（Death Mark laser）                             | 银河共和国 西斯帝国             |                      | 3640 BBY       | 由一个能够发射超浓缩能量高精激光束的轨道平台构成。                                                           |
| 暗杖（Darkstaff）                                              | 西斯帝国                        |                      | 19 BBY         | 由古代西斯制造，力量能毁灭行星。                                                                             |
| 暗剑（Darksaber）                                              | 贝萨迪·卡吉迪克                 | 12 ABY               | 12 ABY         | 设计基于死星原计划。                                                                                         |
| 黑暗收割机（Dark Reaper）                                      | 西斯帝国 独立星系联盟           | 约5000 BBY           |                | 通过将它排出的原力能量聚焦为破坏性能量束，能毁灭范围内任何物体。                                             |
| 宇宙涡轮（Cosmic Turbine）                                     | 天神 筑星者 黑暗绝地            |                      | 4250 BBY       | 这个武器被触发后引起的链式反应消灭了全部黑暗绝地和整个武尔塔星系。                                           |
| 海盗船（Corsair）                                              | 西斯帝国                        | 5000 BBY之前         | 3996 BBY       | 改自Derriphan级战舰。                                                                                        |
| 征服者号（Conqueror）                                          | 银河帝国                        |                      | 1 BBY,穆斯塔法 | 改自帝国级歼星舰。                                                                                           |
| 凹面聚合束超级激光炮（Concave Dish Composite Beam Superlaser） | 银河帝国                        |                      | 0 BBY; 4 ABY;  | 死星的主炮，一发就能摧毁整个行星。                                                                           |
| 聚合束超级激光炮（Composite Beam Superlaser）                  | 银河帝国                        |                      |                | 通过超级激光炮来穿透星核，致使行星无法居住。                                                                 |
| 中端站(Centerpoint Station)                                    | 苏鲁特和其它基利克巢穴 科雷利亚 | 约100,000 BBY        | 40 ABY         | 由太一人设计。                                                                                               |
| 卡尔级战舰（Cal-class battleship）                             | 银河共和国                      |                      |                | 基于库玛里战舰设计。                                                                                         |
| 重镭导弹（Baradium missile）                                   | 新共和国 银河联盟               |                      |                | 用于摧毁Boreleo卫星和大型主力艦。                                                                            |
| 重镭裂变装置（Baradium fission device）                        | 银河共和国 银河帝国 义军同盟    |                      |                | |
| 重镭炸弹（Baradium bomb）                                      | 银河共和国 西斯帝国 高马克族    |                      |                | 重镭（Baradium）被用来制造银河系中威力最强大的爆炸武器，高马克族曾试图用一枚被废弃重镭炸弹摧毁沃斯星的城市。 |
| 扬矛号（Ascendant Spear）                                      | 西斯帝国                        | 约3643 BBY           | 3640 BBY       | 被设计用于海军的高级战列巡洋舰。                                                                             |
| 反物质炸弹（Anti-matter bomb）                                 | 银河帝国                        |                      |                | 这种炸弹可导致大面积的地区无法居住。卡里达行星的Mascot卫星被简式的反物质炸弹摧毁。                           |